# Странд (ЮАР)
Странд, африк. Strand, буквально «пляж» — прибрежный город в Западной Капской провинции ЮАР. Граничит с городами Сомерсет-Уэст, Макассар и Гордонс-Бэй, расположен в 50 км от Кейптауна.
Население составляет около 50000 жителей. Город известен своими великолепными пляжами, откуда и его название.

## История
В 1850 г. посёлок получил название Ван-Рейнефелдс-Таун (Van Ryneveld’s Town) в честь местного жителя Д. Й. ван Рейнефелда (D.J. van Ryneveld), который приобрёл в тех местах землю.
В 1896 г. ему присвоен статус города. До этого он рассматривался как пригород Сомерсет-Уэста.
В течение многих лет посёлок был известен под неофициальными названиями «Hottentots-Holland Strand» (готтентотско-голландский пляж), «Somerset-Strand» (пляж лорда Сомерсета) или просто «Die Strand» (пляж). Последнее было официальным названием города в период 1918—1937 гг., после чего из названия был исключён определённый артикль.